# 小淵洋一
小淵 洋一（おぶち よういち、1942年5月20日 - ）は、群馬県出身の、日本の経済学者である。

## 所属
- 城西大学経済学部教授
- 明治大学講師
- 日本交通学会理事

## 来歴
- 1966年　明治大学政治経済学部卒業
- 1971年　明治大学大学院政治経済学研究科博士課程修了

## 専門分野
- 交通経済学

## 主な著書
- 『現代の経済学』（開成館、1979年）
- 『イントロダクション経済学[第6版]』（多賀出版、2004年）
- 『現代の交通経済学[第3版]』（中央経済社、2000年）
- 『現代の交通』（共著・財務経理協会、2000年）
- 『経済学のすべて』（編著・公務員試験協会、毎年出版）
- 『社会科学のすべて』（共著・公務員試験協会、毎年出版）